# Жан де Клермон (граф Шароле)
Жан I де Шароле (фр. Jean de Charolais; 1283 — 17 июня 1316) — французский принц крови, сеньор Шароле 1310—1316, сеньор де Сен-Жюст, второй сын Роберта Французского, и Беатрисы Бургундской, внук Людовика IX Святого, короля Франции.

## Биография
Участник фламандских войн короля Филиппа IV, сражался в битве при Вёрне (Фюрне) 20 августа 1297, где французская армия разгромила Ги де Дампьера, графа Фландрского, в неудачной для французов битве при Куртре 11 июля1302 и в сражении при Мон-ан-Певель (фр. Mons-en-Puelle ) 18 августа 1304 последнем сражении фламандской войны, победа в котором позволила королю подчинить Фландрию. Умер собираясь отправиться в Святую землю.

## Брак и дети
Жена: с 1309 года Жанна д’Аржье (1290—1348), дама д’Аржье и де Катё. Дети:
- Беатрис (1311—1364), дама де Шароле с 1316; муж: с 1327 Жан I д’Арманьяк (1305—1373), граф д’Арманьяк, де Фезансак и де Родез, виконт де Ломань и д’Овиллар, граф де Гор
- Жанна (1314—1388), дама де Сен-Жюст с 1316; муж с 1328 Жан I д’Овернь (ум. 1386), граф де Монфор, граф Оверни и Булони